# Spring Cup 1991
Der Spring Cup 1991 war ein Dartsturnier, das bis zum 21. April 1991 im nordrhein-westfälischen Wuppertal ausgetragen und vom Deutschen Dart-Verband (DDV) veranstaltet wurde.

## Teilnehmer
Deutschland
- Herren: Andreas Kröckel, Kai Pfeiffer, Rainer Baumdick, Thomas Kremer, Bert Hansen, Andree Welge, Bernhard Willert, Guido Kulik
- Damen: Heike Ernst, Marion Diehn, Andrea Leipold, Anja Vonscheidt
- Teammanager: Dietmar Ernst, Volker Hatlauf[2]

## Wettbewerbe

### Herreneinzel
|  | Finale |                       |   |
|  |        |                       |   |
|  |        |                       |   |
|  |        | Raymond van Barneveld | 2 |
|  |        | Bert Vlaardingerbroek | 1 |

### Herrenteam
| Pl. | Nation      | Einzel | Doppel | Pkt. |
| --- | ----------- | ------ | ------ | ---- |
| 1.  | Niederlande | 153    | 164    | 317  |
| 2.  | Deutschland | 143    | 156    | 299  |
| 3.  | Frankreich  | 99     | 94     | 193  |
| 4.  | Schweiz     | 102    | 88     | 190  |
| 5.  | Luxemburg   | 63     | 58     | 121  |

### Dameneinzel
|  | Finale |                    |  |
|  |        |                    |  |
|  |        |                    |  |
|  |        | Francis Hoenselaar |  |
|  |        | Andrea Knopp       |  |

### Damenteam
| Pl. | Nation      | Einzel | Doppel | Pkt. |
| --- | ----------- | ------ | ------ | ---- |
| 1.  | Niederlande | 56     | 66     | 122  |
| 2.  | Deutschland | 56     | 64     | 120  |
| 3.  | Schweiz     | 35     | 30     | 65   |
| 4.  | Frankreich  | 32     | 30     | 62   |
| 5.  | Luxemburg   | 21     | 10     | 31   |